# Koreai alkoholos italok
A koreai alkoholos italok többféle eljárással készülnek, többségük erjesztett, de találhatóak égetett szeszek is. A leginkább használt alapanyag a rizs, de használnak árpát, kölest, búzát és cirokot is. Léteznek gyümölcsborok is, azonban más népek hagyományaival ellentétben itt általában nem a gyümölcsből erjesztik a bort, hanem a rizsbort ízesítik gyümölcsök, gyökerek (például ginzeng, gyömbér), gyógynövények vagy virágok (például krizantém, barackvirág, fenyővirág) hozzáadásával. Régen gyakoriak voltak a gyógyhatásúnak tulajdonított (mézes, fekete borsos, fokhagymás stb.) borok is. A legismertebb égetett szesz a szodzsu (soju), amelynek alkoholtartalma 20% körül mozog, míg a rizsboroké általában 6–8%. A sör csak a 20. században került be a koreai italkultúrába.
Az alkoholos italokhoz kapcsolódó szokásrendszerek Koreában nagyon fontos részei a társadalmi érintkezésnek, teljes etikettrendszer épült ki hozzá. Az alkoholos italok mellé számos, kifejezetten ivás közbeni elfogyasztásra szánt ételt kínálnak, melyek összefoglaló neve andzsu (anju) (안주).
Dél-Korea a világ egyik legnagyobb alkoholpiaca, 2011-ben a 11. helyet foglalta el. A Jinro márkájú szodzsu 2011-ben a világ legtöbbet eladott szeszesital-márkája volt.

## Története
Az alkoholos italok minden kultúrában jelen vannak, az első koreai alkoholos italokat valószínűleg gabonafélékből készítették, feltehetően az első időkben megvárták, amíg a gabonaszemek maguktól erjedésnek indulnak, vagy vízbe áztatták őket.

### A három királyság kora
Az első feljegyzések a három királyság (Silla, Kogurjo (Goguryeo) és Pekcse (Baekje); i. e. 1. század – i. sz. 7. század) korából származnak.  A Tongmjong vang phjon (Dongmyeong wang pyeon) (동명왕편, „Tongmjong (Dongmyeong) király legendája”) már beszámol az alkoholfogyasztásról. A kogurjóiak nagy borfőző mesterek hírében álltak. Egy Inbon (Inbeon) (인번) nevű pekcse (baekje)i főzőmester (koreaiul 수 수보리, szu-szubori (su-subori)) a gabonaerjesztés technikáját Japánba is átvitte. Bár a feljegyzések szerint többféle erjesztett italt is fogyasztottak, hogy pontosan mik voltak ezek és hogyan készültek, nem tudni. Az Egyesített Silla idejében (669–935) többféle gabonaital is népszerű volt, az arisztokrácia szívesen fogyasztotta a szűrt változatokat.

### Korjo(Goryeo)-dinasztia (918–1392)

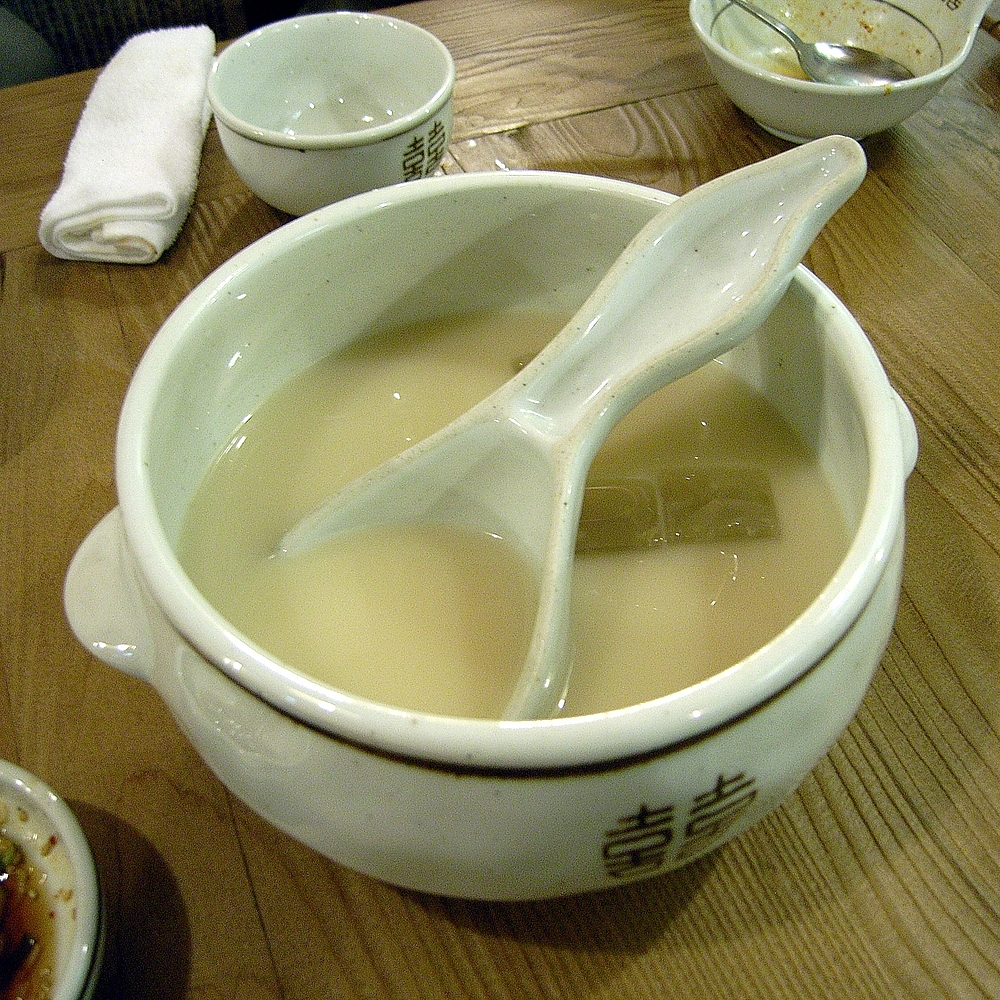
Makkolli, hagyományosan tálalva

A Korjo (Goryeo)-dinasztia korában tovább fejlődtek az erjesztési eljárások és megjelentek az égetett szeszesitalok is. A feljegyzések szerint a legelterjedtebb alapanyag a rizs volt, a hagyományos, illetve a ragacsos változat. A rizsből erjesztett italok közül a legegyszerűbb, és így a köznép által leginkább fogyasztott alkohol a makkolli (makgeolli) volt. A gőzön főtt rizst vízzel és Aspergillus oryzae-gombakultúrával (누룩, nuruk) összekeverték és erjedni hagyták. Ezt a szűretlen, tejszínű, szénsavas alkoholos italt szívesen fogyasztották a földeken dolgozó parasztok, szomjoltó hatása miatt. Letisztult, kevésbé üledékes változata a cshongdzsu (cheongju) (청주) vagy jakcsu (yakju) (약주), amely inkább a nemesség italának számított. Ebben az időszakban alakultak ki a többszörös erjesztési technikák is, amikor is a már megerjesztett főzethez újabb adag főtt rizst tettek az íz és az alkoholtartalom fokozása végett, és tovább erjesztették. Ekkor jelentek meg a különleges borváltozatok is, gyümölcsökkel és gyógynövényekkel fűszerezve a rizsbort. A borkészítést jórészt szerzetesek végezték, mivel a templomok akkoriban kocsmaként, vendéglőként is funkcionáltak. A király udvarban külön hivatal felügyelte az áldozati ünnepségeken használt borok készítését.
A  szodzsu (soju)t is ebből a korból eredeztetik. Ennek készítési eljárását a mongol származású kínai Jüan (Yuan)-dinasztiától lesték el az 1200-as években. Több néven is ismerték: hongno (hongno), khidzsu (kiju), hvadzsu (hwaju) és aragilju (aragildzsu), utóbbi arab eredetére utal. A szodzsu (soju) mellett kettős lepárlással magasabb alkoholtartalmú változatot is készítettek, aminek neve kamhongno (gamhongno) (감홍로), és ma is létezik még. A szodzsu (soju) olyan népszerűségre tett szert a nemesség körében, hogy a túlzott fogyasztás miatt az udvar kénytelen volt luxuscikknek bélyegezni és betiltani.
Ebben a korszakban ismerkedett meg Korea a mongolok segítségével a kumisszal (마유주, majudzsu (mayuju)), illetve a szőlőből készített nyugati borokkal, amelyek Kínán keresztül jutottak el hozzájuk. A nemesség a kínai égetett szeszeket is szívesen fogyasztotta.

### Csoszon(Joseon)-dinasztia (1392–1897)

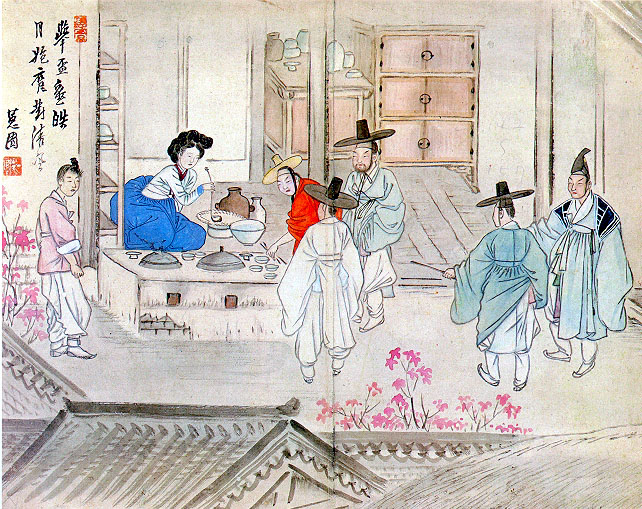
Ivászat a Csoszon (Joseon)-dinasztiában. Sin Junbok (Sin Yun-bok) (신윤복) festménye, 1800-as évek

Hogy az alkohol mennyire népszerű volt és társadalmilag milyen fontos szerepet töltött be már ebben a korban is, jól mutatja az 1670 körül született Umsik timibang (Eumsik dimibang) (음식디미방), a „példamutató” háziasszonynak tartott andongi Csang (Jang) asszony receptes könyve, amelynek 146 receptjéből 54 alkoholos italé. A Szedzsong (Sejong) király által összeállíttatott gyógynövényes tanulmányoknak köszönhetően elterjedtek a gyógynövényes borok. Készítettek bort ginzeng, fenyőfélék tűlevelei, fenyőágak, fenyővirágpor, bambuszlevél felhasználásával is, összesen több mint 60 fajta gyógynövényes bort jegyeztek fel. Ezek némelyikéhez egyetlen növényt használtak fel, másokhoz több gyógynövényt kombináltak.
Népszerűek lettek a „virágborok” is, amelyeket virágszirmokkal (azálea, rózsa, szilvafa virága, pásztortáska, cseresznyefa virága, kamélia) ízesítettek. A virágokat vászonzsákba tették és borba áztatták. Felhasználtak gyümölcsöket és olajos magvakat is (tangerin, gránátalma, citrusfélék, vadalma, szőlő, fenyőmag, dió).
A konfucianizmusnak köszönhetően az italáldozat fontos része volt az ősök előtti tisztelgés (제사 csesza (jesa)) rituáléjának, így minden háznál mindig volt (rizs)bor. A jómódú családok szezonális borokat is tartottak, ezek fajtája és mennyisége is mutatta a család társadalmi státusát. A bor igen fontos kelléke volt a vendéglátásnak, a jó házigazda sosem hagyta a vendéget ital nélkül.

### A japán uralom korszaka (1910–1945)
Amikor az 1876-os japán–koreai egyezményt aláírták, Korea kikötői megnyíltak a külföldi kereskedelem előtt, ekkor hoztak be először szakét és japán söröket. A japán uralom alatt vezették be az alkoholos italok adóját, ami a bevétel fontos forrását képezte. A házi főzést megtiltották, csak államilag felállított főzdékben készült alkoholos italokat lehetett vásárolni. Emiatt a házi készítés szinte teljesen feledésbe merült, a technikák nagy részével együtt, és a koreai rizsborok megsínylették a szaké tömeges importját. 1934-ben a japán Kirin és Sapporo cégek létrehozták az első sörfőzdéket a Koreai-félszigeten.

### A modern Korea

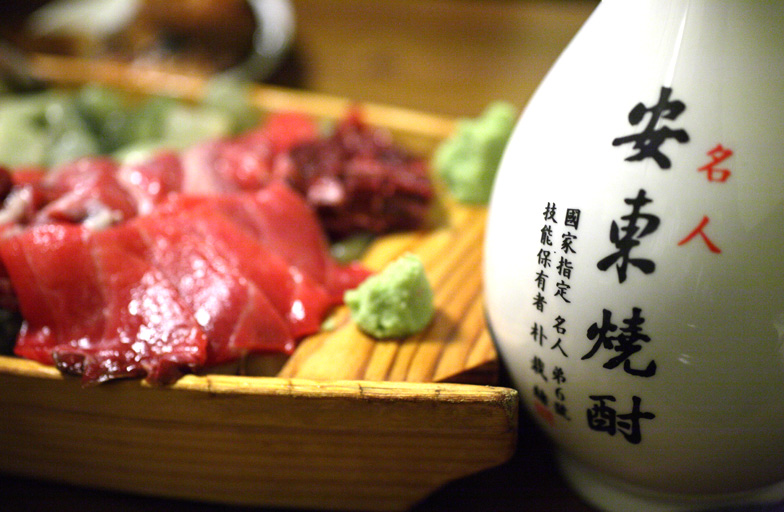
Pak Cseszo (Park Jae-seo) (박재서) kézműves szodzsu (soju)főző mester Andong szodzsu (soju)ja

1952-ben a gabonaféléket melaszra cserélték, a szodzsu (soju)t 1962-től édesburgonyából kezdték el készíteni. 1965-ben a „tiszta” párlatot betiltották, ma már azonban újra forgalomban van. A szodzsut általában hígítják, ami az alkoholadó-törvény szerint azt jelenti, hogy az egyszeri lepárlású alkoholtartalom nem haladhatja meg a teljes alkoholtartalom 20%-át, a többi pedig folyamatos desztillációval készül. 1974 óta importált tápiókát is felhasználnak. 1971-ig a rizshiány miatt az alkoholokat tilos volt ebből az alapanyagól gyártani, más gabonaféléket voltak kénytelenek használni.
Az 1970-es években megkezdődött a nyugati típusú alkoholos italok (bor, sör, whisky, gin, vodka, brandy) nagyüzemű gyártása is. 1985-ben a dél-koreai kormány számos hagyományos rizsbort és égetett szeszt (például az andongi szodzsu (soju)t, a csindói (jindói) hongdzsu (hongju)t) védett termékké nyilvánított, 1994 óta pedig a Mezőgazdasági és Halászati Minisztérium a hagyományos italok tapasztalt kézműves készítőinek mesterségüket igazoló és elismerő okiratot adományoz, a tradíciók megőrzése érdekében.
Észak-Koreában is hasonló alkoholos italok kaphatóak, mint délen, azonban a lakosság nagy része nem engedheti meg magának a gyártott italokat, csak ünnepek alkalmával jutnak ilyenhez, és inkább otthon főznek szeszt, elérhető alapanyagokból, például kukoricából vagy makkból. Észak-Koreának saját sörmárkája is van Taedonggang (대동강), Rjongszong (Ryongseong) (룡성), illetve Ragvon (Ragwon) (락원) néven, valamint többféle szodzsu (soju)t is gyártanak, azonban az itteni italok exportja nehézkes, egyrészt a kiépítetlen, rossz infrastruktúra, másrészt pedig a kereskedelmi tilalmak miatt.

## Szokások és asztali etikett

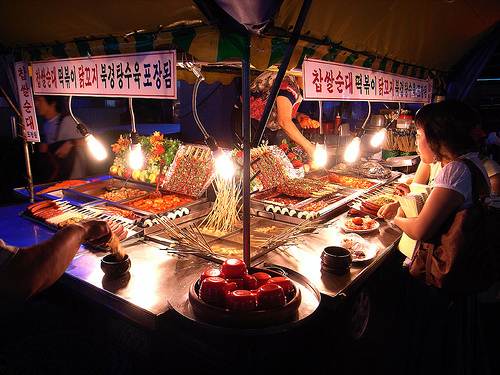
Phodzsangmacsha

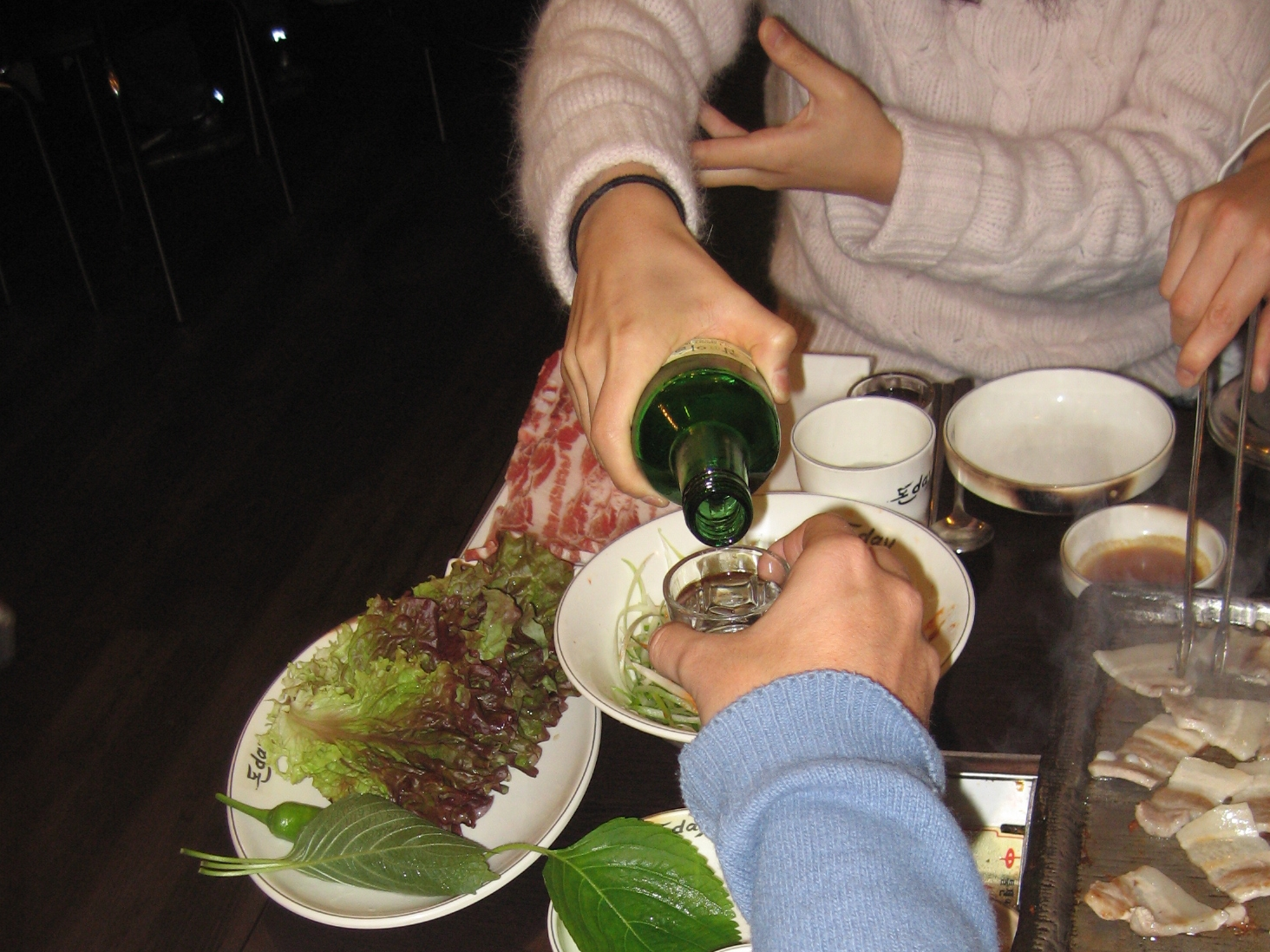
Asztali etikett italtöltéskor

Dél-Koreában a nyugaton szokásos bárok és éttermek mellett alkoholtípusra specializálódott helyiségek is léteznek, mint például a hagyományos koreai kocsma, a minszokcsudzsom (minsokjujeom) (민속주점), ahol jórészt makkolli (makgeolli)t és tongdongdzsu (dongdongju)t (a makkolli (makgeolli)hoz hasonló ital, benne rizsszemekkel), a szodzsudzsip (sojujip)ben (소주집) pedig szodzsu (soju)t szolgálnak fel. A norebang (noraebang) (노래방), azaz a privát karaokeszoba és a tallandzsudzsom (dallanjujeom) (단란주점) is kínál alkoholos italokat, utóbbi férfiak által frekventált hely, ahol hoszteszlányok szórakoztatják a vendégeket a norebang (noraebang)hoz hasonlóan privát karaokeszobákban. Népszerűek még az utcai bódék is (포장마차, phodzsangmacsha (pojangmacha)), ahol éjjel-nappal lehet az utcai ételek mellé alkoholt kérni. A koreaiak soha nem isznak alkoholt kísérő ételek (andzsu (anju)) nélkül, amihez külön terítési szokások tartoznak (주안상, csuanszang (juansang)).
A koreaiaknál az ivás a szocializálódás részét képezi, az egy munkahelyen dolgozók legalább havonta egyszer elmennek együtt inni (회식, hösik (hoesik)). Az ivást a koreaiak arra használják fel, hogy jobban megismerjék a munkatársakat, vagy az üzleti partnert, ilyenkor a hangulat is közvetlenebb. Az ilyen közös ivásokat o csha (o cha) (오차) néven emlegetik, aminek jelentése „öt kör”. Az első kör (일차, il csha (il cha)) vacsorával kezdődik, amihez szodzsu (soju)t isznak. A második körben (이차, i csha (i cha)) más vendéglátóhelyen andzsu (anju) társaságában sört vagy whiskyt fogyasztanak, a harmadik körben megint más helyen sört vagy szodzsu (soju)t, a negyedik körben norebang (noraebang)ba mennek, ahol újabb italok és andzsu (anju) fogyasztása kötelező, az ötödik kör pedig valamilyen táncos szórakozóhely.
Az alkoholfogyasztásnál is fontos szerepet játszik a tiszteleti rendszer, ami életkorra és a munkahelyen betöltött pozícióra vonatkozik. Az ivás, illetve vacsora során az előkelő hely (a tűzhely közelében, vagy fal mellett rálátással a bejáratra) a legidősebb illetve legmagasabb pozíciójú személyt illeti meg. A pozíció mindig nagyobb tiszteleti fokozatú, mint az életkor. Koreában az első pohár alkoholt visszautasítani illetlenség, és akár durva sértésnek is hathat, ami tönkreteheti az est hangulatát, ezért akkor is illik elfogadni, ha valaki egyébként nem iszik alkoholt. A szokások szerint a kis poharakba töltött alkoholt egyszerre, egy hörpintéssel kell elfogyasztani, és senkinek nem lehet üres a pohara, mindig újratöltik és mindenki másnak tölt, magának sohasem. Ha valakinek italt töltenek, a poharat két kézzel kell tartani, vagy ha egy kézzel, akkor a másik kéznek a könyöknél kell elhelyezkednie. Ennek a szokásnak valószínűleg az az oka, hogy régen hosszú, széles ujjú köpenyt viseltek, ami máskülönben belelógott volna az ételbe illetve italba. Idősebbek poharába tölteni is két kézzel illik, csak a szeniorok engedhetik meg maguknak, hogy egy kézzel töltsenek. A fiatalabbak, illetve rangban alacsonyabbak az idősebbektől, illetve rangban magasabbaktól kissé elfordulva hörpintik fel az italt. Régebben a poharat egymással is megosztották a tisztelet és a barátság jeléül, manapság azonban már nem divatos, főképp egészségügyi okokból. A nőknek a modern Koreában már nem illik italt tölteni másoknak, bár baráti társaságban megengedett.

## Típusok

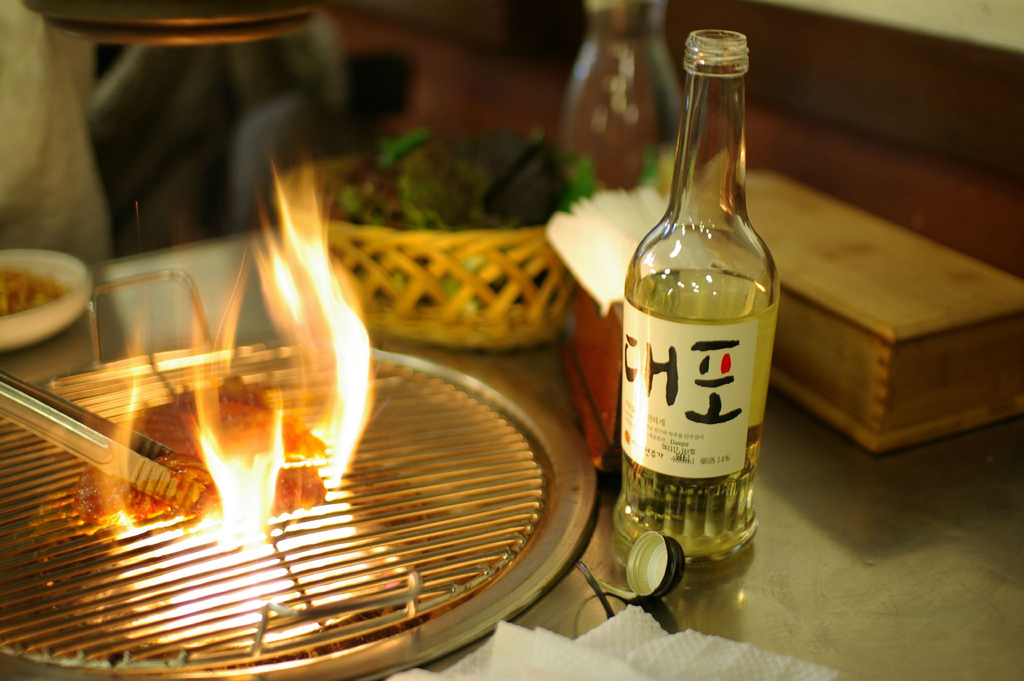
대포 (Tepho (Daepo)) márkájú jakcsu (yakju)

Az erjesztett italoknak két fő típusa van Koreában, a jakcsu (yakju) (약주) vagy cshongdzsu (cheongju) (청주) és a thakcsu (takju) (탁주) vagy ismertebb nevén makkolli (makgeolli) (막걸리). A jakcsu (yakju) és a thakcsu (takju)' ugyanolyan eljárással készül, a jakcsu (yakju)t azonban megszűrik.
Az égetett szeszek legismertebb képviselője a szodzsu (soju), amit cshongdzsu (cheongju) desztillálásával készítenek.
A rizsborokat gyógynövényekkel kombinálva jakjongdzsu (yakyongju)t (약용주), gyümölcsökkel kombinálva kvaildzsu (gwailju)t (과일주), virágokkal kombinálva viráglikőröket (가향주, kahjangdzsu (gahyangju)) készítenek.

### Jakcsu(Yakju)
A jakcsu (yakju) (약주) vagy cshongdzsu (cheongju) (청주) készítésekor gőzön főtt, lehűtött rizshez Aspergillus oryzae-kultúrát tesznek és vízzel összekeverik, majd 10–20 napon keresztül 20–25 °C-os hőmérsékleten erjesztik. Az edénybe bambuszból font szűrőt (용수, jongszu (yongsu)) helyeznek, és ebben gyűjtik össze a tiszta italt. Készülhet árpából és búzából is.

### Makkolli(Makgeolli)
A makkolli (makgeolli) (막걸리) vagy thakcsu (takju) (탁주) ugyanolyan eljárással készül, mint a jakcsu (yakju) , azonban az italt nem szűrik meg. A thakcsu (takju)  név az ital zavaros fehér színéből ered. Nevezik nongdzsu (nongju)nak (농, nong; „földművelés”) is, mert régen elsődlegesen a parasztok itala volt. A legnépszerűbb változat a sszalmakkolli (ssalmakgeolli) (쌀막걸리), ami rizsből készül. Ennek egy variánsa a tongdongdzsu (dongongju) (동동주), melyből nem szűrik ki a rizsszemeket, hanem hagyják az ital tetején lebegni. Fogyasztás előtt össze kell kavarni, vagy az élelmiszerüzletekben kapható palackozott verzió esetén fel kell rázni.

### Szodzsu(Soju)

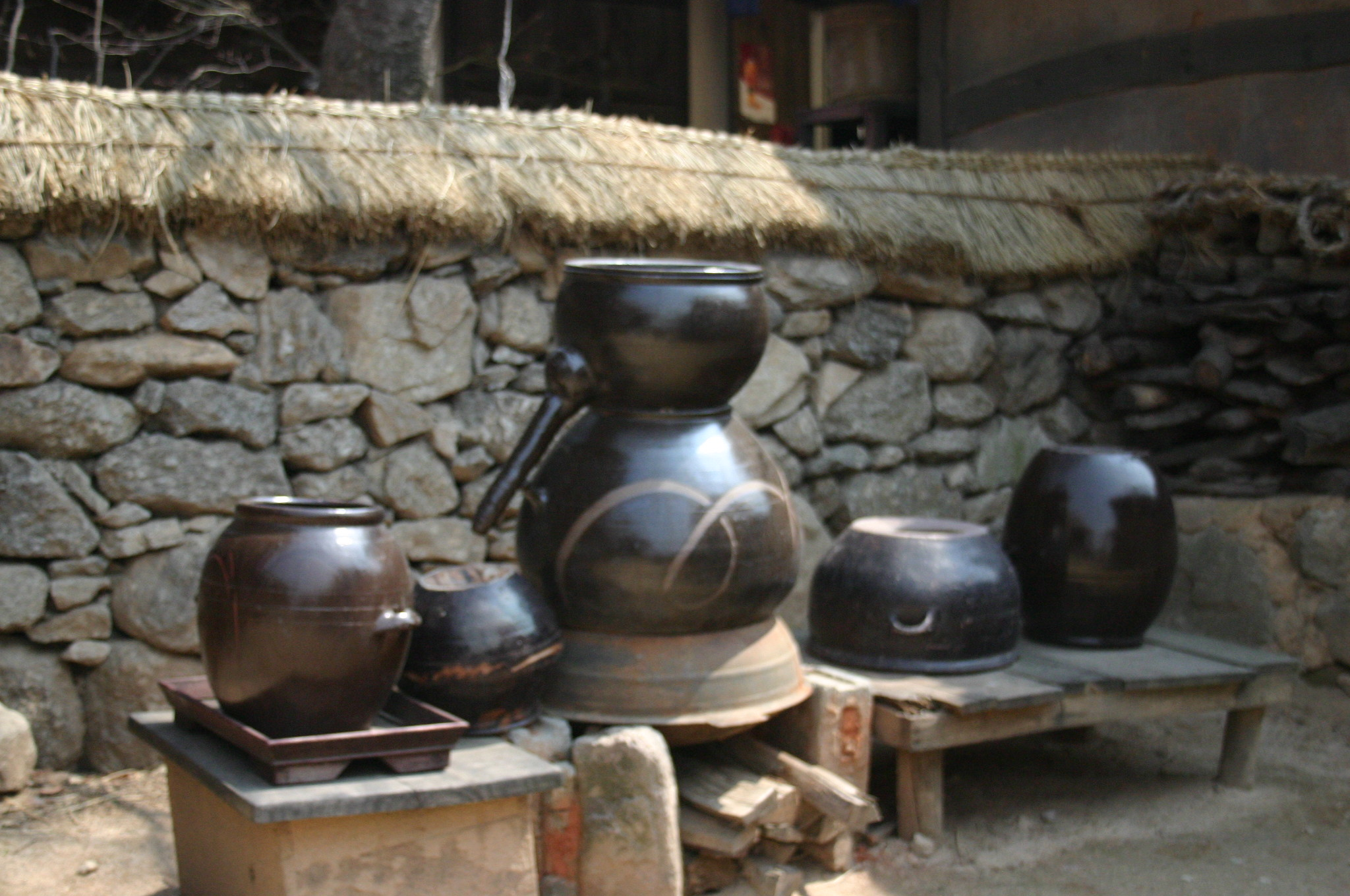
Szodzsugori (Sojugori) (소주고리), szodzsu (soju) készítéséhez használt agyagedény (középen)

A gabonaféléket, akárcsak a thakcsu (takju) esetében a rizst, megerjesztik, ezt követően pedig desztillálják. 360 ml-es üvegekben forgalmazzák, alkoholtartalma 16–25%, és meglehetősen olcsó ital. A kézműves szodzsu (soju)k jóval drágábbak, többet közülük a szellemi örökség részének nyilvánítottak Dél-Koreában.
Egyes szodzsu (soju)fajtákat, például a 45% alkoholtartalmú andongi szodzsu (soju)t (안동소주) gyógyhatásúnak tartanak, és szívesen használnak gyomorfájásra vagy rovarcsípésre. Híres kézműves szodzsu (soju)fajta még a munbedzsu (munbaeju) (문배주) és a csindo hongdzsu (jindo hongju) (진도 홍주); utóbbi jellegzetesen vörös színét a Lithospermum erythrorhizon gyökerétől kapja. A kereskedelmi forgalomban kapható, nem kézműves jellegű (azaz tömeggyártott) szodzsu (soju) a dél-koreai törvények szerint „hígított”, az egyszeres lepárlású alkoholtartalom nem haladhatja meg a teljes alkoholtartalom 20%-át. A legnépszerűbb márkák a Cshamiszul (Chamiseul) (참이슬) a Jinro-tól és a Cshoum cshorom (Cheoeum cheoreom) (처음처럼) a Lottétól.
Népszerű még a phokthandzsu (poktanju) (폭탄주, „bomba”), ami szodzsu (soju) és sör keveréke.

### Gyümölcsös borok és likőrök

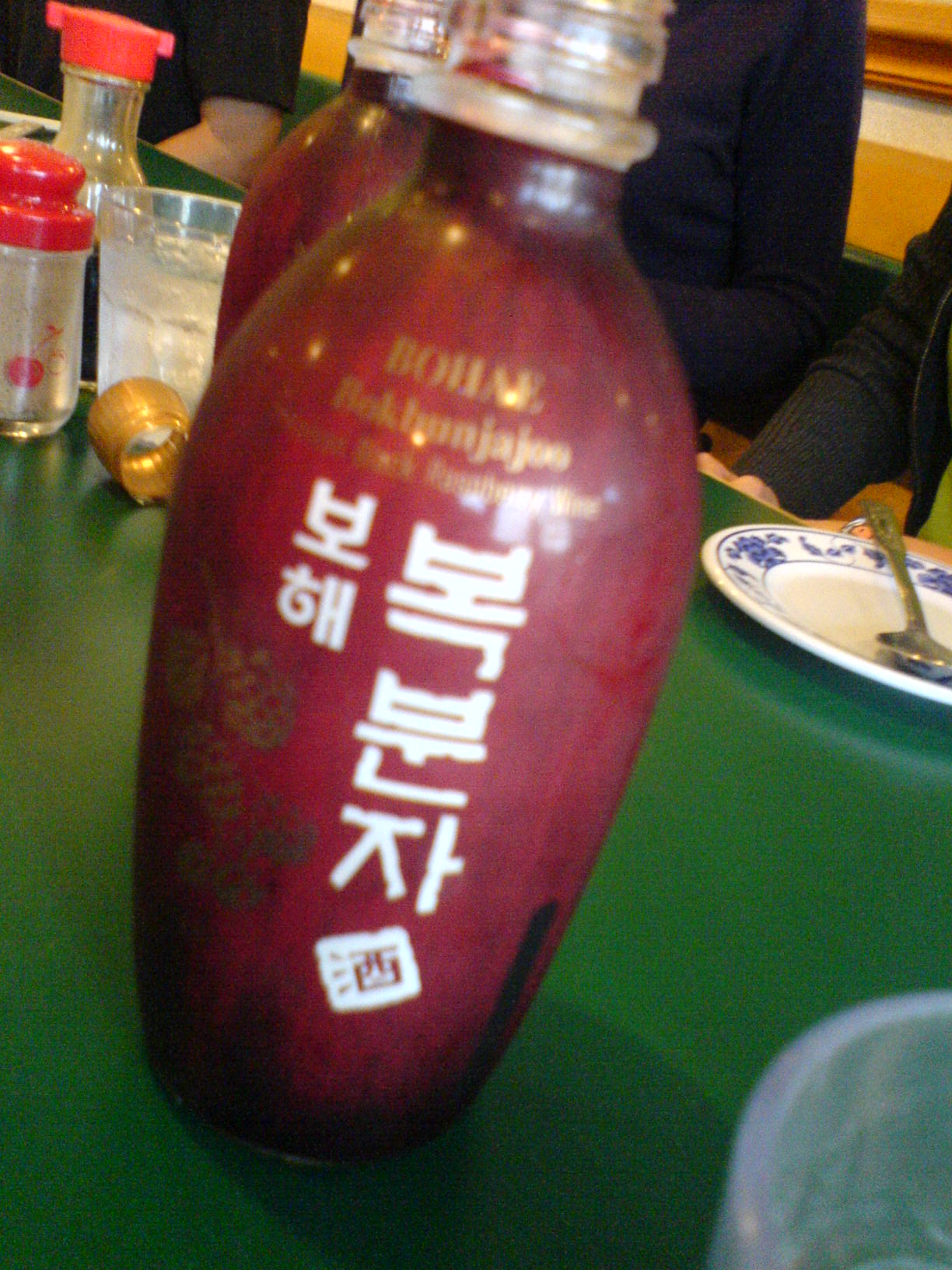
Pokpundzsadzsu (Bokbunjaju) (복분자주), fekete málnából

A tradicionális gyümölcsös borokat (과일주, kvaildzsu (gwailju) vagy 과실주, kvasildzsu (gwasilju)) a nyugati borkészítés hagyományaival ellentétben nem magából a gyümölcsből erjesztik, hanem a rizsbort, illetve a szodzsu (soju)t kombinálják a gyümölcsökkel, illetve olajos magvakkal, mint a fenyőmag és a dió. Japán kajsziból és szodzsu (soju)ból készül a mesildzsu (mesilju) (매실주), fekete málnából pedig a pokpundzsadzsu (bokbunjaju) (복분자주), ami egy régi buddhista legenda szerint olyan egészséges és olyan erőt ad, hogy vizeletürítéskor felborul az árnyékszék.
Nyugati típusú eljárással erjesztett gyümölcsborokat is készítenek Koreában, nem csak a hagyományos alapanyagokból, mint a szőlő vagy az alma, de például datolyaszilvából, paradicsomból, tangerinből és omidzsából (omijából) (오미자) is.

### Viráglikőrök
A viráglikőröket (가향주, kahjangdzsu (gahyangju)) úgy készítik, hogy a virágokat illetve virágszirmokat vászonzsákba helyezik, és cshongdzsu (cheongju)ba vagy szodzsu (soju)ba áztatják. A virágokat együtt is lehet erjeszteni a gabonával, de ez az eljárás nem túl elterjedt.
Gyakori ízesítő az azálea, a rózsa, a szilvafa virága, a barackvirág, a pásztortáska, a cseresznyefa virága, a krizantém és a kamélia. Az őszibarackvirágból tohvadzsu (dohwaju) (도화주), a Prunus mume (kajsziféle) virágjából mehvadzsu (maehwaju) (매화주), a loncvirágból indongdzsu (indongju) (인동주), az azáleából tugjondzsu (dugyeonju) (두견주) készül. A rozsdás rózsából (Rosa rubiginosa) készült likőrt a csesza (jesa) (ősök előtti tisztelgés) alkalmával szolgálják fel. A pekhvadzsu (baekhwaju) (백화주) készítéséhez száz különféle szárított virágot használnak fel.

### Jakjongdzsu(Yakyeongju)

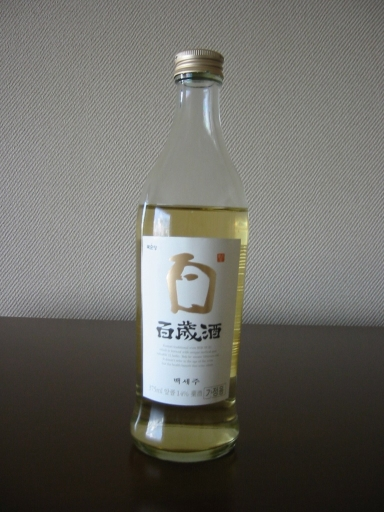
Pekszedzsu

A jakjongdzsu (yakyeongju) (약용주) olyan alkoholos italok összefoglaló neve, amelyeket gyógyhatásúnak tulajdonítanak. Ezek általában gyógynövényeket és gyökereket tartalmaznak, és hasonlóképpen készítik őket, mint a viráglikőröket vagy a gyümölcsös borokat. Michael Pettid szerint a név eredete egyes források szerint arra utal, hogy az emberek a Csoszon (Joseon)-kor alkoholtilalmát próbálták megkerülni azzal, hogy gyógyszerként (약, jak (yak)) utaltak ezekre az italokra.
Az inszamdzsu (insamju) (인삼주) például ginzenggel készül, amiről úgy tartják, erősíti a szervezetet és jótékonyan hat a férfiasságra. A pekcshodzsu (baekchoju)hoz (백초주) százféle gyógynövényt használnak, a toszodzsu (dosoju)t (도소주) pedig koreai újév alkalmával fogyasztják, utóbbi a harangvirágfélékhez tartozó Platycodon grandiflorus, fahéj, a zellerfélékhez tartozó Ledebouriella-gyökér és narancshéj cshongdzsu (cheongju)ba áztatásával készül. A szongszundzsu (songsunju) (송순주) esetében a ragacsos rizshez fenyőfélék zsenge tűleveleit teszik erjesztés előtt, a pekszedzsu (bakeseju) (백세주; „százéves alkohol”) pedig 13% alkoholtartalommal rendelkező, többek között ginzeng- és gyömbértartalmú, népszerű ital.

### Sörök
A sör (맥주, mekcsu (maekju)) csak a 20. században került be a koreai italkultúrába. Dél-Koreában a helyi sörfőzést két nagy konglomerátum, a Hite-Jinro és az Oriental Brewery (OB) teljesen kisajátította, aminek oka, hogy 2011-ig csak olyan cégek kaphattak engedélyt sörgyártásra, amelyek kapacitása elérte az egymillió litert, a kisebb gyártók csak saját üzletükben árulhattak, nagykereskedelmi forgalomba nem kerülhettek a termékeik. A koreai sörökhöz árpamaláta helyett gyakran rizst vagy kukoricát használnak. A The Economist szerint a dél-koreai sörök „unalmasak” és nem túlságosan ízletesek, az észak-koreai Taedonggang sör azonban sokkal jobb minőségű, viszont nehezen beszerezhető. Néhány külföldi márkát helyben is gyártanak Dél-Koreában, az OB-nek például exkluzív licence van a Budweiser és a Hoegaarden gyártására.

## Andzsu(Anju): kísérő ételek
Az alkoholos italok mellé felszolgált kísérő ételek összefoglaló neve andzsu (anju) (안주). A koreaiak úgy gondolják, hogy éhgyomorra alkoholt inni nem egészséges, ezért mindig szolgálnak fel mellé harapnivalót. A nyugati kultúrákban szokásos mogyoró és burgonyaszirom mellett  változatos ételféleségeket is kínálnak. Népszerűek a szárított halak és egyéb tenger gyümölcsei, például a csukkumi pokkum (jukkumi bokkeum) (주꾸미 볶음, hirtelen sütött bébi polip), a kedzsang (gejang) (게장, fűszeres nyers rák) vagy a garnélarák ízű chips. Többféle zöldség is az asztalra kerülhet ilyenkor, például tubu kimcshi (dubu kimchi). Kedveltek a koreai palacsintafélék, különösen az újhagymás phadzson (pajeon) (파전). Sült és főtt ételeket is felszolgálnak andzsu (anju)ként, például csokpal (jokbal)t (족발, főtt sertésláb) vagy tokkpokki (ddeokbeokki)t (csípős ttok (ddeok)). Ugyancsak népszerű a szunde (sundae) (순대), a koreai véres hurka.

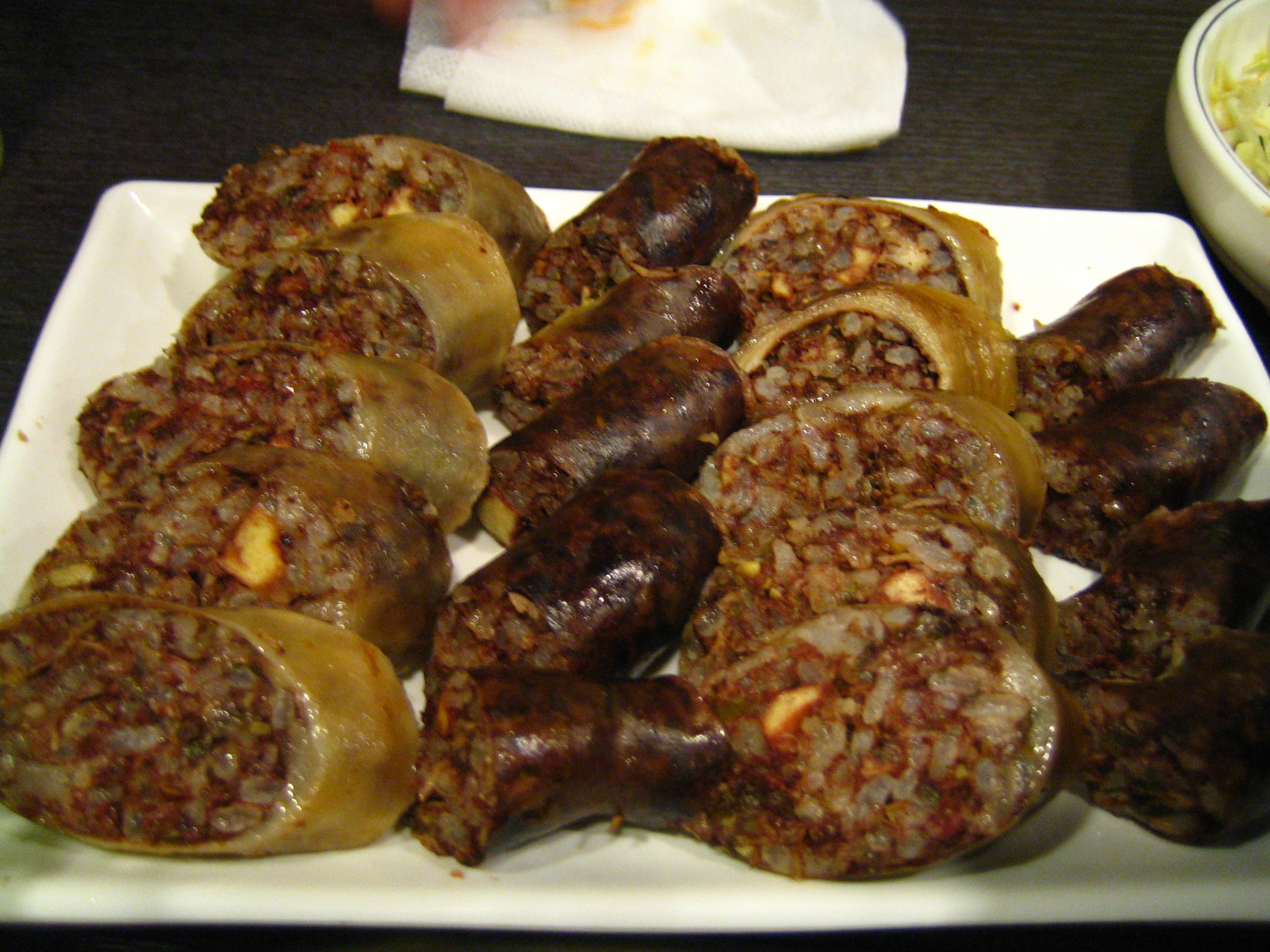
Szunde (Sundae)
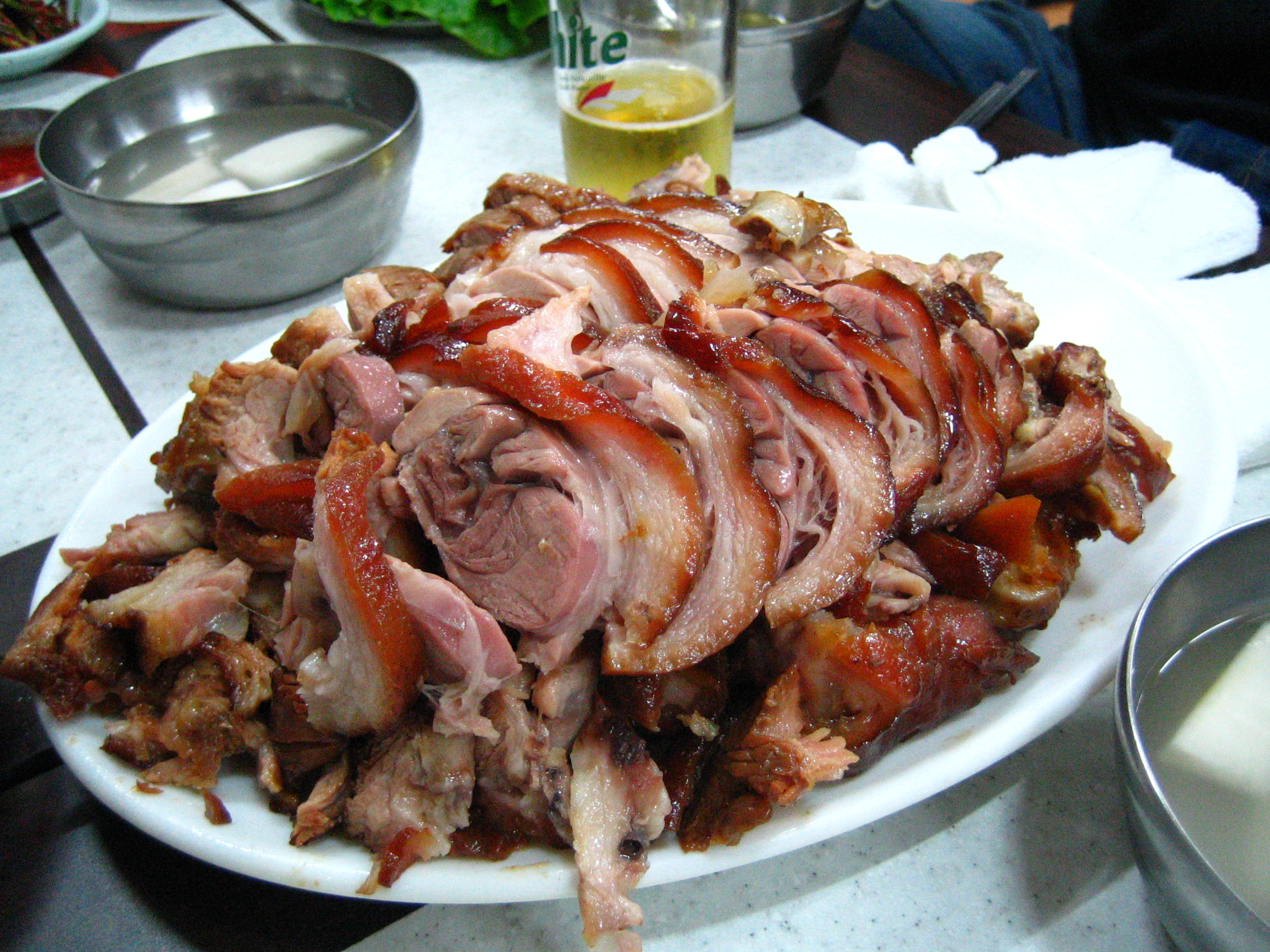
Csokpal (Jokbal)
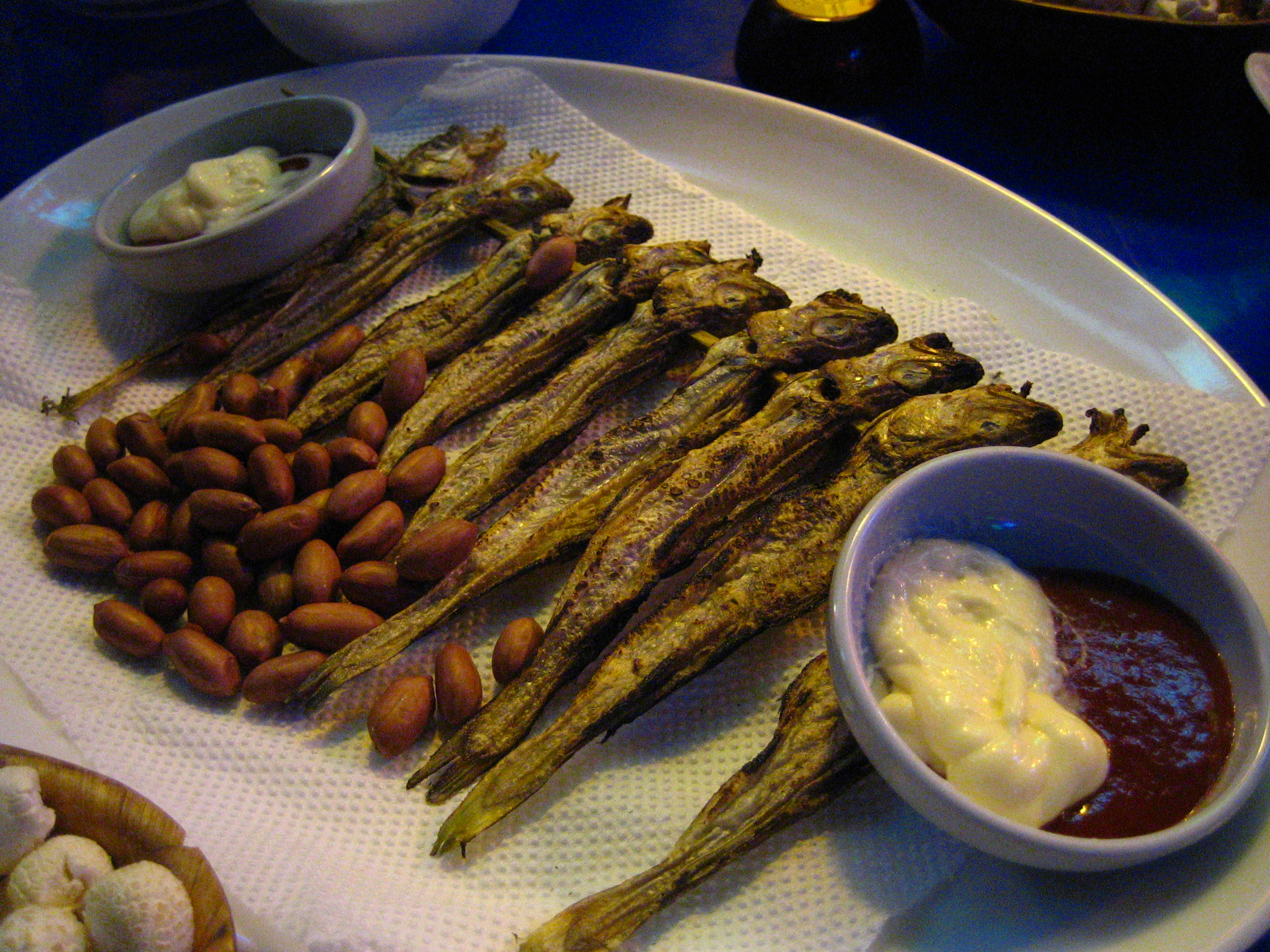
Fiatal pollachius szárítva (노가리, nogari)
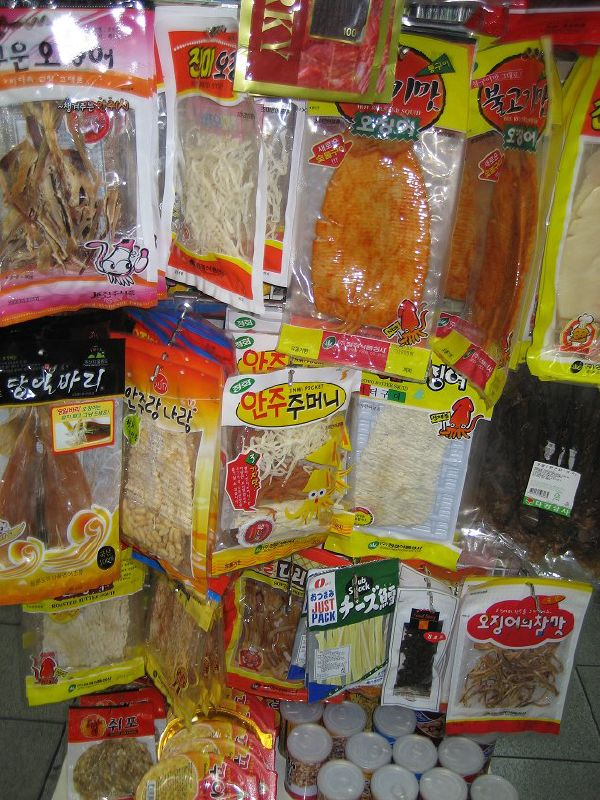
Különféle szárított tenger gyümölcsei

## Piac

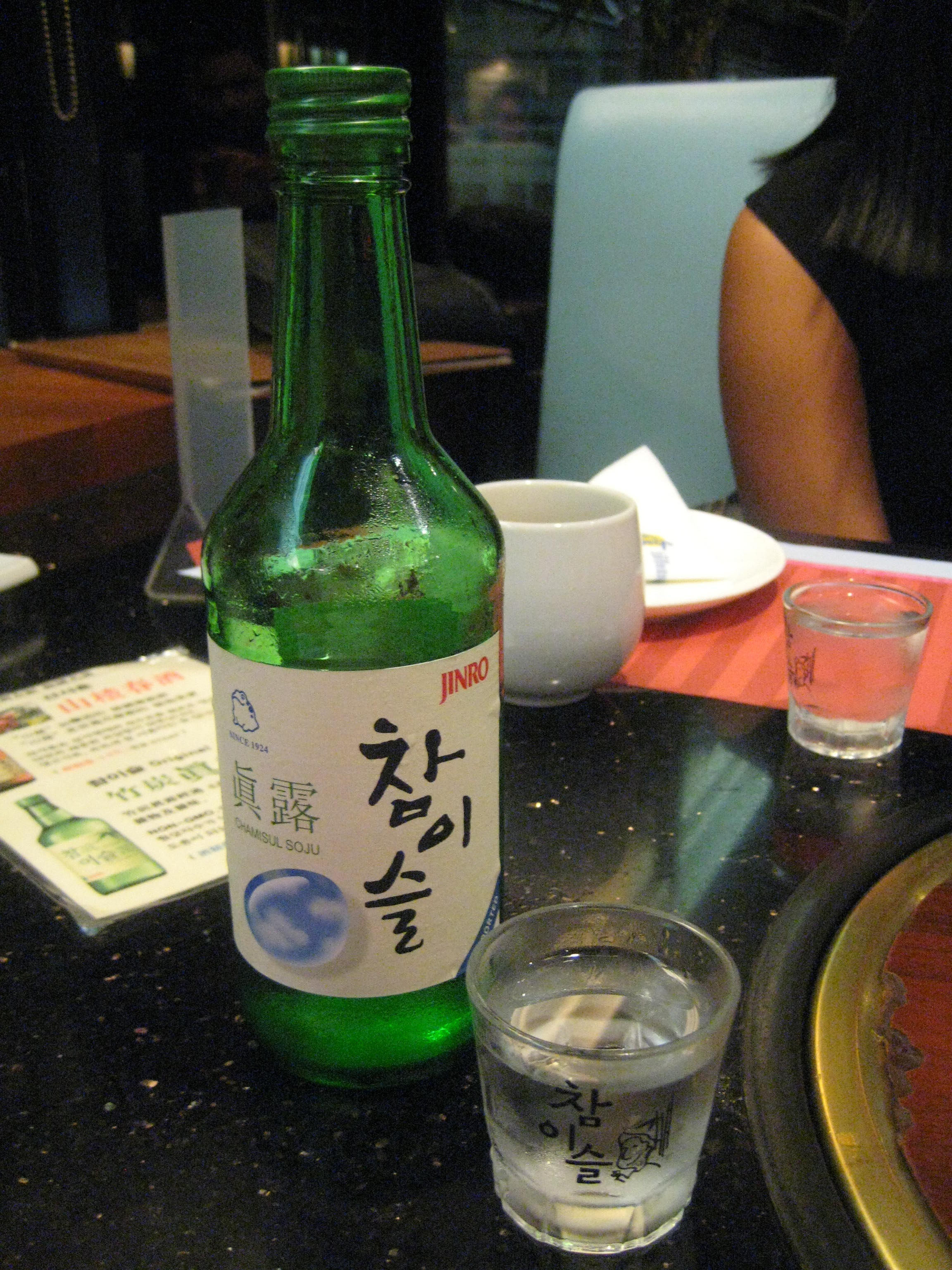
Jinro Soju

Dél-Korea a világ egyik legnagyobb alkoholpiaca, az egy főre jutó alkoholfogyasztás 14,8 liter volt 2011-ben, amivel a világon a 11. helyet foglalja el. A legnépszerűbb italok a sör és a szodzsu (soju), ami a piac 74%-át tette ki 2011-ben, ezt a whisky és a makkolli (makgeolli) követte, utóbbi népszerűsége egyre nő, köszönhetően a hatékony reklámoknak és a televíziós sorozatoknak. A külföldi égetett szeszek legnagyobb exportőre az Egyesült Királyság, Franciaország és az USA. 2011-ben az alkoholkészletek értéke meghaladta a 9400 milliárd vont, az elérhető készletek 21%-a származott importból, ez főleg nyugati bor és whisky volt. Az ország két legnagyobb alkoholgyártó cége a Jinro és a Lotte Liquor. A szodzsu (soju)piacot a Jinro szodzsu (soju) uralja, amiből 2011-ben 61,38 millió rekesznyi fogyott, ezzel a világ legtöbbet eladott szeszesital-márkája lett, megelőzve a Smirnoff vodkát és a szintén koreai Lotte Liquor szodzsu (soju)t.
| Termék                 | Mennyiség (kiloliter, 2011) | Mennyiség (kiloliter, 2011) | Mennyiség (kiloliter, 2011) |
| Termék                 | Helyi készítésű             | Import                      | Összesen                    |
| ---------------------- | --------------------------- | --------------------------- | --------------------------- |
| sör                    | 1 738 759                   | 58 993                      | 1 797 752                   |
| szodzsu (soju)         | 1 178 135                   | 105                         | 1 178 240                   |
| makkolli (makgeolli)   | 412 269                     | 0                           | 412 269                     |
| whisky                 | 1860                        | 19 583                      | 21 443                      |
| gyümölcsborok és egyéb | 473 244                     | 44 979                      | 518 223                     |
| Összesen               | 3 391 998                   | 123 660                     | 3 515 658                   |